# قسم آواجيق الجنوبي الريفي (مقاطعة تشالدران)
قسم آواجيق الجنوبي الريفي (بالفارسية: دهستان آواجیق جنوبی) هي منطقة سكنية تقع في Dashtaki District في إيران. يقدر عدد سكانها بـ 4,543 نسمة .